# Yakovlev Yak-40
Yakovlev Yak-40 là một máy bay chở khách tầm ngắn, nhỏ, ba động cơ.

## Thiết kế và phát triển

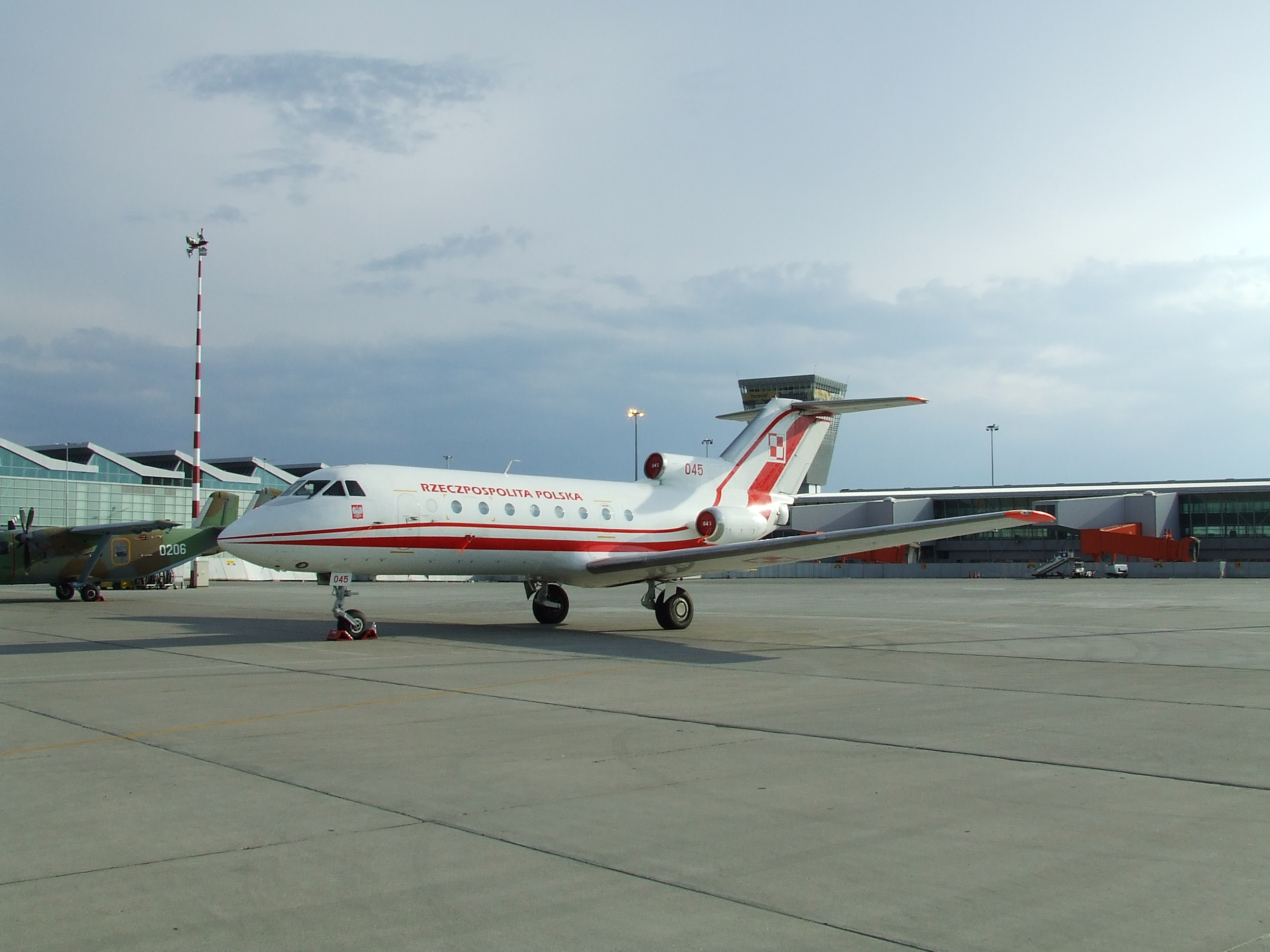
Yak-40 của Ba Lan

Được chế tạo để thay thế chiếc Lisunov Li-2 (một biến thể của DC-3) và Ilyushin Il-14, đặc điểm thiết kế chính của nó là dễ hoạt động bên ngoài các vùng dịch vụ sân bay chính. Nó được trang bị thang lên bên trong và có thể hoạt động kiểu STOL.
Từ khi hãng Aeroflot bị chuyển nhượng, nhiều chiếc đã được chuyển đổi từ mục đích chở khách thông thường sang kiểu thương gia cao cấp hơn và được sử dụng như những máy bay tư nhân.
Đa số Yak-40s đang hoạt động tại Liên Xô cũ. Một số hiện được dùng ở châu Âu, nhưng rất hiếm bởi những hạn chế về tiếng ồn.
Biệt danh của nó là "flying whistle"', vì kiểu âm thanh đặc trưng từ động cơ của nó. Một tên hiệu khác là "истребитель керосина" ("kẻ uống dầu") vì hiệu suất sử dụng nhiên liệu thấp: các sân bay có Yak-40 hoạt động thường có những vạch đen trên đường băng. Có 1010 chiếc đã được chế tạo.

## Các biến thể
- Yak-40 - Kiểu sản xuất đầu tiên.
- Yak-40EC - Kiểu xuất khẩu.
- Yak-40K - Phiên bản vận tải
- Yak-40M - Kiểu 40 ghế ngồi.
- Yak-40TL - Kiểu Hoa Kỳ, có ba động cơ phản lực cánh quạt Lycoming LF 507.
- Yak-40V - Kiểu xuất khẩu có ba động cơ phản lực cánh quạt AI-25T.

## Các quốc gia và hãng hàng không sử dụng

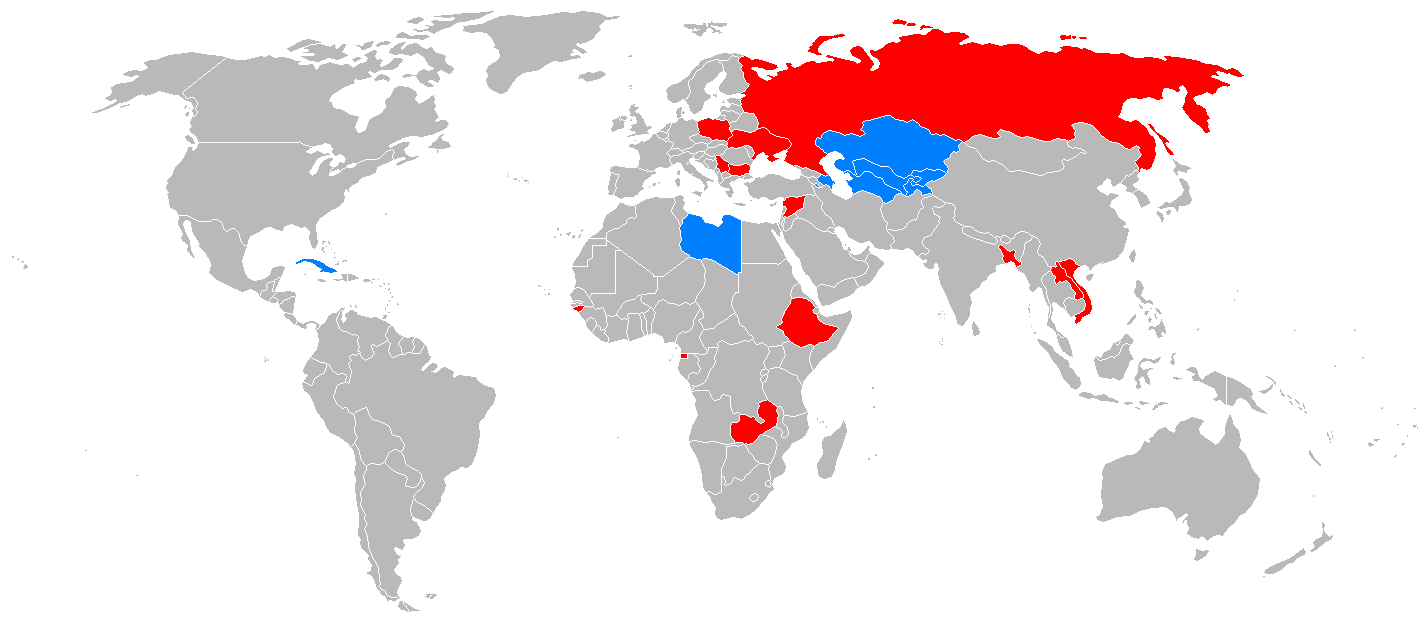
Bản đồ các nước sử dụng Yak-42. Xanh là dân sự, đỏ là quân sự

### Dân sự
Đến tháng 8/2006, tổng công 411 chiếc trong số 1011 chiếc Yakovlev Yak-40 vẫn đang hoạt động trong các hãng hàng không. Chủ yếu là các hãng:
| - Air Libya Tibesti (7 chiếc) - Syrian Arab Airlines (6) - Aerostar Airlines (6) - Avluga-Trans (14) - Azerbaijan Airlines (12) - Belgorod Air Enterprise (6) - Bugulminskoye Air Enterprise (10) - ChallengeAero (6) | - Constanta Airline (7) - Gazpromavia (6) - Hemus Air (7) - Kirovogradavia (9) - Air Kokshetau (6) - Kyrgyzstan Airlines (14) - Rossiya (6), Rusline (9) - Sverdlovsk 2nd Air Enterprise (7) | - Tajik Air (7) - Tulpar Air Service (7) - Turkmenistan Airlines (10) - UTair Aviation (13) - Uzbekistan Airways (10) - Vladivostok Avia (9) - Yamal Airlines (6) - Aerocaribbean (6) |

Khoảng 88 hãng hàng không khác cũng đang sử dụng một số lượng nhỏ loại máy bay này.
Các hãng sử dụng trong quá khứ và hiện nay:

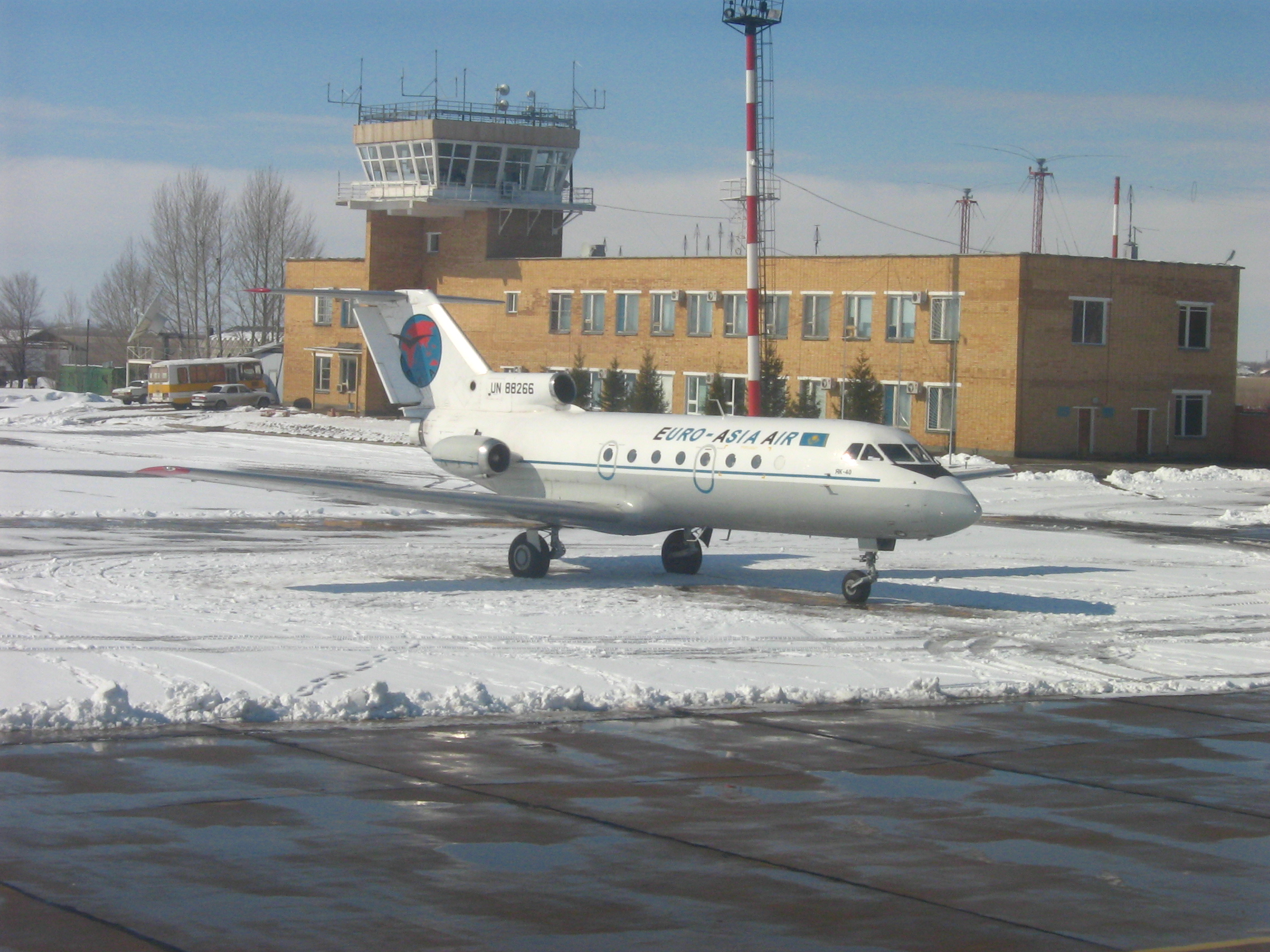
Yak-40 thuộc Euro-Asia Air

| - Aerirren - Air Calypso - Air Lithuania - Air Settanta - Aeroflot - Bakhtar Afghan - Balkan Bulgarian | - CAS - Challenge AERO - Cubana - Egyptair - Euro-Asia Air - General Air - Lloyd Aero Boliviano | - Ruslain, Severstal Aircompany - Slovair - Tajikistan Airlines - Templewood Aviation - Vietnam Airlines - Znterisland Airlines |

### Quân sự
| - Bangladesh - Bulgaria - Ethiopia - Guinea Xích Đạo - Guinea-Bissau - Lào - Ba Lan | - Nga - Serbia - Syria - Liên Xô - Ukraina - Việt Nam - Zambia |

## Thông số kỹ thuật (Yak-40)

### Đặc điểm riêng
- Phi đoàn: 3
- Sức chứa: 32 hành khách
- Chiều dài: 20.36 m (66 ft 10 in)
- Sải cánh: 25.00 m (82 ft 0 in)
- Chiều cao: 6.50 m (21 ft 4 in)
- Diện tích : 70 m² (736 ft²)
- Trọng lượng rỗng: 9.400 kg (20.725 lb)
- Trọng lượng cất cánh: n/a
- Trọng lượng cất cánh tối đa: 16.000 kg (35.275 lb)
- Động cơ: 3× phản lực cánh quạt Ivchenko AI-25, lực đẩy 14.7 kN (3.300 lbf) mỗi chiếc

### Hiệu suất bay
- Vận tốc cực đại: 550 km/h (340 mph)
- Tầm bay: 1.800 km (1.100 mi)
- Trần bay: 8.100 m (26.600 ft)
- Vận tốc lên cao: n/a
- Lực nâng của cánh: n/a
- Lực đẩy/trọng lượng: n/a

## Chủ đề liên quan

### Danh sách máy bay tiếp theo
Yak-36 -
Yak-38 -
Yak-40 -
Yak-41 -
Yak-42 -
Yak-43